# Isaach de Bankolé
Isaach de Bankolé (Abidjan, 12 d'agost de 1957) és un actor de Costa d'Ivori. La seva filmografia principal inclou títols com Chocolat (1988), Com fer l'amor amb un negre sense cansar-se (1989), Night on Earth (1991), Ghost Dog: The Way of the Samurai (1999), Coffee and Cigarettes (2003), Manderlay (2005), Casino Royale (2006), L'escafandre i la papallona (2007), Batalla a Seattle (2007), The Limits of Control (2009), i també les sèries de televisió The Sopranos (2001) i 24 (2001). L'any 1987 va guanyar el César a la millor jove promesa masculina pel seu paper a Black mic-mac (1986).